# Luxemburg a 2020. évi téli ifjúsági olimpiai játékokon
Luxemburg a Lausanneban megrendezett 2020. évi téli ifjúsági olimpiai játékok egyik részt vevő nemzete volt.

## Alpesisí

### Fiú
| Versenyző       | Versenyszám      | 1. futam | 1. futam | 2. futam | 2. futam | Összesen | Összesen |
| Versenyző       | Versenyszám      | Idő      | Hely.    | Idő      | Hely.    | Idő      | Hely.    |
| --------------- | ---------------- | -------- | -------- | -------- | -------- | -------- | -------- |
| Joachim Keghian | Műlesiklás       | 46,40    | 45.      | Kizárták | Kizárták | Kiesett  | Kiesett  |
| Joachim Keghian | Óriás-műlesiklás | 1:12,10  | 43.      | 1:10,98  | 36.      | 2:23,08  | 37.      |

## Jégkorong

### Fiú
| Versenyző     | Csapat      | Versenyszám        | Csoportmérkőzések    | Csoportmérkőzések   | Csoportmérkőzések   | Csoportmérkőzések  | Csoportmérkőzések     | Csoportmérkőzések     | Csoportmérkőzések   | Elődöntő             | Döntő / HO        | Hely. |
| Versenyző     | Csapat      | Versenyszám        | Csoport- kör         | Csoport- kör        | Csoport- kör        | Csoport- kör       | Csoport- kör          | Csoport- kör          | Csoport- kör        | Elődöntő             | Döntő / HO        | Hely. |
| ------------- | ----------- | ------------------ | -------------------- | ------------------- | ------------------- | ------------------ | --------------------- | --------------------- | ------------------- | -------------------- | ----------------- | ----- |
| Nicolas Elgas | Zöld csapat | 3 × 3-as jégkorong | Sárga csapat GY 10–5 | Barna csapat GY 8–6 | Piros csapat GY 9–8 | Kék csapat GY 11–6 | Szürke csapat GY 14–6 | Narancs csapat GY 8–6 | Fekete csapat V 4–6 | Fekete csapat GY 7–3 | Piros csapat 10–4 |       |

### Lány
| Versenyző   | Csapat        | Versenyszám        | Csoportmérkőzések   | Csoportmérkőzések | Csoportmérkőzések   | Csoportmérkőzések   | Csoportmérkőzések | Csoportmérkőzések   | Csoportmérkőzések     | Elődöntő | Döntő / HO | Hely. |
| Versenyző   | Csapat        | Versenyszám        | Csoport- kör        | Csoport- kör      | Csoport- kör        | Csoport- kör        | Csoport- kör      | Csoport- kör        | Csoport- kör          | Elődöntő | Döntő / HO | Hely. |
| ----------- | ------------- | ------------------ | ------------------- | ----------------- | ------------------- | ------------------- | ----------------- | ------------------- | --------------------- | -------- | ---------- | ----- |
| Lina Meijer | Szürke csapat | 3 × 3-as jégkorong | Fekete csapat V 3–5 | Kék csapat V 7–9  | Sárga csapat V 5–11 | Barna csapat GY 9–7 | Zöld csapat V 4–9 | Piros csapat GY 8–5 | Narancs csapat GY 8–6 | Kiesett  | Kiesett    | 6.    |

## Rövidpályás gyorskorcsolya

### Lány
| Versenyző        | Versenyszám | Előfutam | Előfutam | Negyeddöntő | Negyeddöntő | Elődöntő | Elődöntő | Döntő   | Döntő   | Helyezés |
| Versenyző        | Versenyszám | Idő      | Hely.    | Idő         | Hely.       | Idő      | Hely.    | Idő     | Hely.   | Helyezés |
| ---------------- | ----------- | -------- | -------- | ----------- | ----------- | -------- | -------- | ------- | ------- | -------- |
| Anna Ruysschaert | 500 m       | 46,801   | 2.       | 47,241      | 3.          | Kiesett  | Kiesett  | Kiesett | Kiesett | 11.      |
| Anna Ruysschaert | 1000 m      | 1:48,993 | 2.       | 1:40,537    | 4.          | Kiesett  | Kiesett  | Kiesett | Kiesett | 15.      |

### Vegyes nemzetek
| Versenyző                                                                                            | Versenyszám  | Elődöntő | Elődöntő | B-döntő  | B-döntő | Döntő   | Döntő   | Helyezés |
| Versenyző                                                                                            | Versenyszám  | Idő      | Hely.    | Idő      | Hely.   | Idő     | Hely.   | Helyezés |
| --- | ------------ | -------- | -------- | -------- | ------- | ------- | ------- | -------- |
| C-csapat Florence Brunelle (CAN) Anna Ruysschaert (LUX) Hajasi Koszei (JPN) Danyill Nyikolajev (RUS) | Vegyes váltó | 4:15,601 | 3.       | 4:16,893 | 6.      | Kiesett | Kiesett | 6.       |